# Hartmut Leimeister
Hartmut Leimeister (* 10. Juni 1957 in Marktheidenfeld) ist ein deutscher Koch.

## Leben
Leimeister absolvierte von 1972 bis 1975 eine Lehre zum Konditor und anschließend bis 1977 zum Koch. Er wechselte zum Hotel Nassauer Hof Wiesbaden, in der Traube bei Harald Wohlfahrt, zu Jörg Müller in Morsum (Sylt) und zu Josef Viehhauser im Le Canard in Hamburg.
1990 wurde er Küchenchef im Restaurant La Fontaine in Fallersleben, das 1997 mit einem Michelinstern ausgezeichnet wurde.
Ende 2021 schloss es sein Restaurant aufgrund der Corona-Pandemie.

## Bewertungen
In verschiedenen Restaurantführern ist Leimeister mit einer Bewertung vertreten:
- 1 Stern im Guide Michelin
- 16 Punkte im Gault Millau
- 2,5 Punkte in der Gourmetzeitschrift Der Feinschmecker
- 2,5 Kochlöffel im Schlemmer Atlas

## Mitgliedschaften
- Jeunes Restaurateurs d’Europe (Gründungsmitglied)[3]